# Carl Cervin den yngre

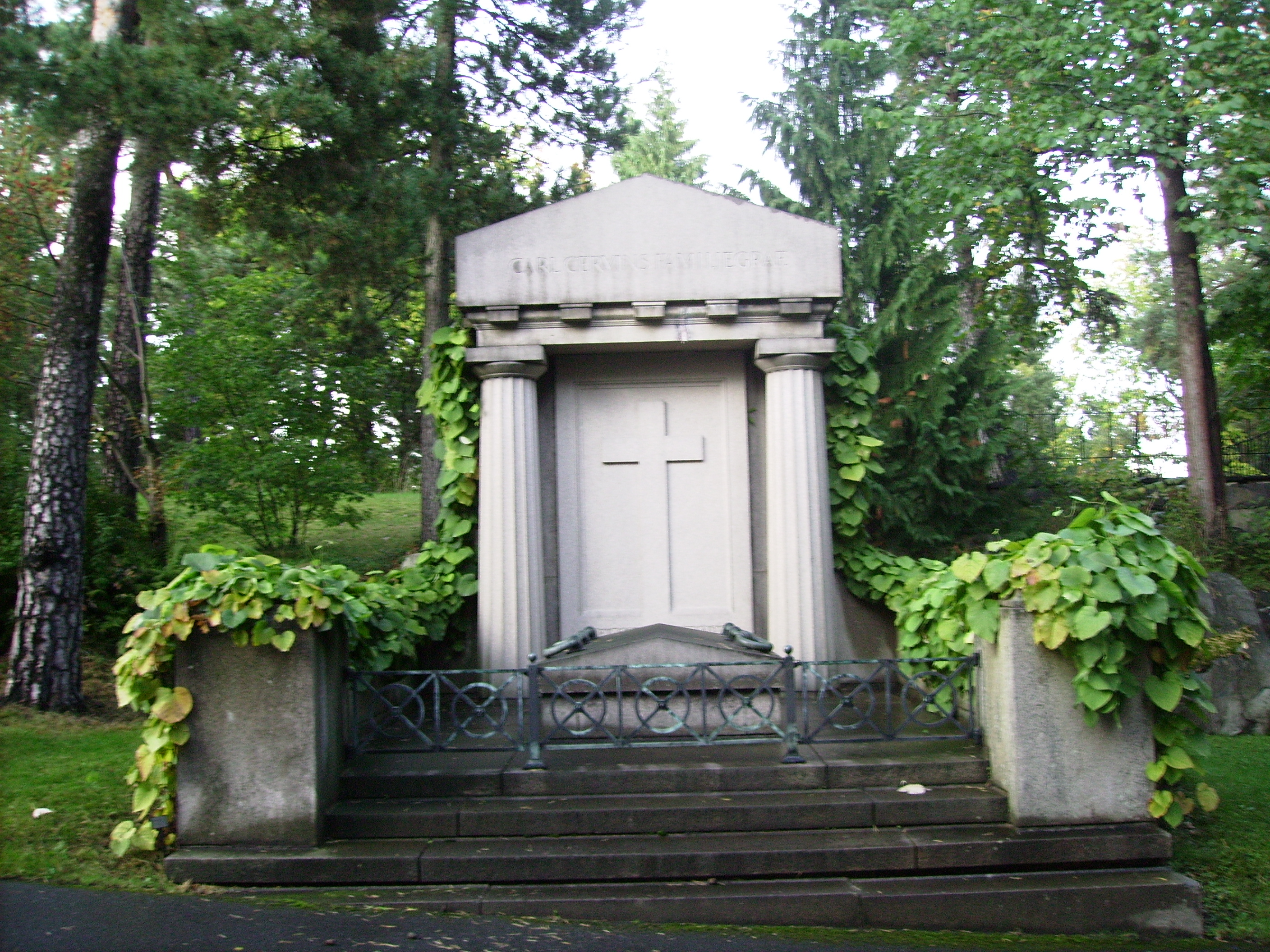
Carl Cervins (1850-1919) gravvård på Norra begravningsplatsen i Solna kommun.

Carl Cervin, född 17 augusti 1850 i Drottningholm, död 4 november 1919 i Stockholm, var en svensk bankir.
Carl Cervin var son till Carl Gustaf Cervin; han var gift med Caroline Marika Alice Dickson sedan 1886. Han avlade mogenhetsexamen 1869, och gjorde en studieresa till Storbritannien och Frankrike. 1873 anställdes han i Bankirfirman C.G. Cervin, 1882 blev han delägare och efter faderns död ensam innehvare. Under hans ledning började firman intressera sig för industrin och järnvägarna, i vars företag han deltog i ledningen. 
Ett par företag är särskilt förbundna med Cervin, det är Nässjö–Oskarshamns Järnväg samt Klippans pappersbruk. Ett annat företag som var föremål för hans intresse var Höganäs-Billesholms AB. Även Motala mekaniska verkstad och Lindholmens mekaniska verkstad var knutna till honom.
Han utövade även omfattande donationsverksamhet och var bland annat en av de drivande kring Barnens Dags Förenings inköp av det som idag heter Barnens Ö.